# Burton & Taylor
Burton & Taylor es una película de televisión de la BBC Four, dirigida por Richard Laxton y basado en el dúo legendario de Richard Burton y Elizabeth Taylor en la película Private Lives de 1983, quienes además estuvieron casados durante las décadas de los 60' y 70'. La película es protagonizada principalmente por Helena Bonham Carter y Dominic West.

## Trama
Centrándose en una de las relaciones más fascinantes, glamorosas y tempestuosas del siglo XX, Burton & Taylor nos mostrará con más detalles parte de la vida privada de dos de los más icónicos de sus tiempos, Elizabeth Taylor (Helena Bonham Carter) y Richard Burton (Dominic West).

## Reparto
| Actor                  | Nacionalidad | Personaje        |
| ---------------------- | ------------ | ---------------- |
| Helena Bonham Carter   | Reino Unido  | Elizabeth Taylor |
| Dominic West           | Reino Unido  | Richard Burton   |
| William Hope           | Canadá       | John             |
| Michael Jibson         | Reino Unido  | Mike             |
| Lucille Sharp          |              | Liza Todd Burton |
| Isabella Brazier-Jones |              | Maria Burton     |